# Estádio dos Coqueiros
Estádio dos Coqueiros es un estadio multiuso en Luanda, Angola. Es actualmente utilizado mayoritariamente para partidos de fútbol y es la sede del Benfica de Luanda y Kabuscorp. El estadio tiene capacidad para 12.000 personas y fue construido durante el período colonial, en 1947. Sufrió grandes obras de renovación en 2005.